# Макіївка (зупинний пункт)
Макі́ївка — пасажирський залізничний зупинний пункт Шевченківської дирекції Одеської залізниці.
Розташований біля Макіївського лісництва та неподалік від села Макіївка, Смілянський район, Черкаської області на лінії Імені Тараса Шевченка — Помічна між станціями Сердюківка (10 км) та Капітанівка (10 км).
На платформі зупиняються приміські електропоїзди.